# Deeping St. James
Deeping St. James – wieś w Anglii, w hrabstwie Lincolnshire, w dystrykcie South Kesteven. Leży 65 km na południe od Lincoln i 130 km na północ od Londynu.
Miejscowość liczy 6923 mieszkańców.